# Batracharta irrorata
Batracharta irrorata là một loài bướm đêm trong họ Noctuidae.